# Натяшастра
Натяшастра (на деванагари: नाट्य शास्त्र) е ключово произведение на санскритската литература, в индийското културно наследство и класическити индийски музика, театър и драма.
Произведението е записано през 2 век, но вероятно се е предавало устно. Предполага се, че негов автор е Бхарата Муни.
Натяшастра не е пиеса, а е трактат по драматургия и театрално изкуство, т.е. наръчник за правене на театър във всичките му измерения, като се има предвид и емоционалното влияние, което всяка пиеса следва да окаже върху зрителите.
Натяшастра се опира на различните изкуства за изразяване на чувствата, основно музика, танци, литература и театър. Бхарата дава подробни указания как тези изкуства трябва да бъдат изразявани. Натяшастра има много последователи и става основата за развитие на изкуствата в Индия. Произведението също създава понятието Rasa или емоциите, които намират своя израз в изкуствата. Бхарата определя девет Раси: Адбхута (учудване), Хася (смях), Шрингара (любов), Шанта (мир), Бибхатса (отвращение), Вира (доблест), Каруна (състрадание), Бхая (страх) и Раудра (гняв).
|  | Тази страница частично или изцяло представлява превод на страницата Natya Shastra в Уикипедия на английски. Оригиналният текст, както и този превод, са защитени от Лиценза „Криейтив Комънс – Признание – Споделяне на споделеното“, а за съдържание, създадено преди юни 2009 година – от Лиценза за свободна документация на ГНУ. Прегледайте историята на редакциите на оригиналната страница, както и на преводната страница, за да видите списъка на съавторите. ВАЖНО: Този шаблон се отнася единствено до авторските права върху съдържанието на статията. Добавянето му не отменя изискването да се посочват конкретни източници на твърденията, които да бъдат благонадеждни. |